# Gilberto Errera
Gilberto Errera (Torino, 28 giugno 1894 – Venezia, 16 settembre 1966) è stato un militare, aviatore e ingegnere italiano, insignito di quattro Medaglie d'argento al valor militare nel corso della prima guerra mondiale.

## Biografia
Nacque a Torino il 28 giugno 1894 all'interno di una prestigiosa famiglia di origine ebraica. Arruolatosi nel Regio Esercito dopo l'entrata in guerra del Regno d'Italia, avvenuta il 24 maggio 1915, fu assegnato al Corpo degli alpini, prestando servizio nel 4º Reggimento alpini. Combatté a Santa Maria di Tolmino, venendo poi inviato ad Ivrea per istruire le reclute del Battaglione alpini fiamme verdi "Levanna". Appassionatosi all'aviazione, chiese ed ottenne, di transitare in servizio nel Corpo Aeronautico. Dopo aver conseguito il brevetto di pilota venne assegnato dapprima alla 1ª Squadriglia del IV Gruppo aeroplani e poi alla 1ª Squadriglia navale S.A., e si distinse nel corso del conflitto venendo decorato con quattro Medaglie d'argento al valor militare, di cui due concesse “sul campo”. Ritornato alla vita civile, nel 1921 conseguì la laurea presso la Scuola di applicazione d'ingegneria di Roma. 
Si sposò con la signorina Drevy Ravà, figlia dell'ingegnere veneziano Giuseppe Ravà, da cui ebbe due figli, Guido e Lea. La famiglia andò ad abitare dapprima in Corte del Duca a Campo Santo Stefano, poi si trasferì a San Silvestro, presso l'abitazione dei suoceri, il Palazzo Ravà. In qualità di ufficiale e aviatore, mantenne sempre stretti rapporti epistolari con Gabriele D'Annunzio fino alla morte di quest'ultimo.
Iscrittosi all’ordine degli architetti di Venezia nel 1928, lavorò in questa professione per circa dieci anni, e tra i tanti lavori, nel 1936 aveva realizzato il progetto del cinema San Marco in collaborazione con Brenno Del Giudice (1936-39) ed il pittore Guido Cadorin (per i mosaici). All'approvazione delle Leggi razziali del 1938 fu escluso dall’albo, costretto a lasciare la presidenza della locale sezione dell'Istituto del Nastro Azzurro, la carica di consigliere della locale sezione dell'Associazione Nazionale Alpini,  ed allontanato anche dall'Ateneo Veneto dove fu riammesso solo dopo il 1945.
Dopo la firma dell'armistizio dell'8 settembre 1943 iniziarono le deportazioni degli ebrei da parte del tedeschi, ed egli fu costretto a scappare insieme al figlio Guido, nascondendosi a Possagno, un paese della Provincia di Vicenza. La moglie e la figlia trovarono invece sicuro rifugio in un convento di suore. Si spense a Venezia il 16 settembre 1966, ma la salma venne tumulata in un piccolo cimitero cattolico a Vittorio Veneto dove la sua famiglia possedeva delle proprietà.

### La sua passione per la pittura
La sua grande passione per l’arte antica e contemporanea, lo portò ed affettuare molti viaggi in Italia per studiare pittura, scultura e architettura.  Pittore egli stesso frequentò il più noto Felice Carena, anche egli di origini piemontesi, oltre a Guido Cadorin ed a altri artisti dell'ambiente veneziano.